# Петровський узвіз
Петровський узвіз (крим. Petrovskii eniş) — вулиця в Нахімовському районі Севастополя.
Вулиця спускається з Бомборської висоти на вулицю Героїв Севастополя. Щоб потрапити на Петрівський узвіз з вулиці Героїв Севастополя, треба пройти в арку у двір між будинками 12 і 14, просто навпроти — кам'яні сходи, на першому майданчику на стіні цифри «1956» — рік побудови.

## Історія
Спочатку мала назву Перекомський провулок на честь Авіва Михайловича Перекомського, героя оборони Севастополя 1854—1855 років, але 25 березня 1938 року частина його була виділена в самостійну одиницю і названа Петровським узвозом на згадку про організатора та керівника збройного повстання на навчальному судні «Прут» Чорноморського флоту в червні 1905 року матроса Олександра Михайловича Петрова.